# Bomolocha stygiana
Bomolocha stygiana là một loài bướm đêm trong họ Noctuidae.